# Born NV Uitgeversmaatschappij
Born NV Uitgeversmaatschappij was een Nederlandse drukkerij en uitgeverij. 
De uit Friesland afkomstige Henri Born begon in 1880 als boekhandelaar in Assen. In 1885 werd hij ook uitgever van kranten nadat hij de Nieuwe Provinciale Drentsche en Asser Courant overnam. In 1888 kwam daar het scheepvaartblad Schuttevaer bij. De Nieuwe Provinciale stopte in 1894 na het overlijden van hoofdredacteur Hermanus Hartogh Heijs van Zouteveen in 1891 die tevens een belangrijke opdrachtgever voor de drukkerij was met eigen werken.
Het bedrijf begon als drukkerij in Assen-Zuid onder de firmanaam H. Born en/of Gebroeders Born. Deze had(den) een drukkerij aan de Esstraat 10 te Assen. Dat gebouw stond eerder bekend als de Houtstraat 10. In de jaren 80 van de 20e eeuw werd dat complex gesloopt en verdween de drukkerij. 
De drukkerij werd in 1920 een Naamloze Vennootschap (NV). Na de Tweede Wereldoorlog werd het een allroundbedrijf met zeven BV's waarin verschillende uitgaves vielen waaronder Eva-romannetjes, jeugdbladen als Popeye en Felix de Kat, voetbaluitgaven, detectives, leerboeken, de periodiek 'Ons Koningshuis' en een huishoudgids voor jongeren.
Uitgeverij Born was in de jaren 70 verantwoordelijk voor de print van een aantal boekenseries, waaronder Born SF, Born Detectives (waaronder die van Dick Francis), boeken van Nick Carter. Ze poogde ook de sciencefictionserie Perry Rhodan naar Nederland te brengen, maar dat strandde waarschijnlijk door de lage verkoopcijfers. Ook gaf het puzzelboekjes uit en drukte het tijdschrift Stereo Hifi Test en de jaarlijkse uitgave Hifivideo Test, een destijds gerenommeerd tijdschrift. De uitgeverij was vanaf 1959 gevestigd in Amsterdam aan de Keizersgracht 136, in 2014 een rijksmonument zonder dat er enige sporen van een uitgeverij zijn te zien.
Het bedrijf had in haar glorietijd zo'n 200 medewerkers waarvan 90 in Assen. In 1977 werd de uitgeverij verkocht aan Uitgeverij Kluwer in Deventer. De uitgeverij en drukkerij verdwenen in beginjaren 90 geheel van het toneel.